# Brocēni
Brocēni ( výslovnost) je město v Lotyšsku a správní centrum stejnojmenného kraje. V roce 2010 zde žilo 3411 obyvatel.